# Анна Казагранде
Анна Казагранде (італ. Anna Casagrande, 26 липня 1958) — італійська вершниця.
Срібна призерка Олімпійських Ігор 1980 року в командному триборстві.